# Ironía (canción de Maná)
«Ironía» es el tercer sencillo de la banda de Rock pop mexicana Maná, de su décimo álbum de estudio Cama incendiada. El tema fue escrito y producido por George Noriega y Fernando Olvera. El tema fue publicado como sencillo el 21 de septiembre de 2015, y su videoclip el 12 de octubre.

## Vídeo oficial
El videoclip fue estrenado en el programa de Telemundo «Al Rojo Vivo» el día 12 de octubre de 2015, La historia habla de un joven fotógrafo que conoce a una mujer en un bar y se enamora a primera vista, ellos empiezan una relación pero un día la chica desaparece quedando el solo, y recordándola todo el tiempo.

## Sobre la canción
En una entrevista Fher Olvera vocalista del grupo reconoció que la canción era sobre su exesposa la periodista Mónica Noguera por su separación hace algunos meses, por una supuesta infidelidad que no fue confirmada ni por el ni por la periodista, él dijo que habla acerca de esos amores que te llenan el alma pero después se van.